# Vacuna
Vacuna – starożytna bogini sabińska, przejęta następnie przez Rzymian. Jej sanktuarium znajdowało się w pobliżu willi Horacego niedaleko Licenzy. Z jej postacią nie był związany żaden mit.
Funkcje Vacuny pozostają niejasne, sami Rzymianie wywodzili jej imię od vacare („uwalniać od trosk”) i uznawali ją za patronkę próżniactwa. Utożsamiano ją z Ceres, Minerwą, Wiktorią, Belloną, Dianą lub Wenus.